# Magdeburg-Puppendorf
Puppendorf ist ein zum Magdeburger Stadtteil Berliner Chaussee gehörender Ortsteil.

## Lage
Puppendorf liegt im östlich der Elbe gelegenen Stadtgebiet Magdeburgs und ist durch Einfamilienhausbebauung geprägt. Im Norden wird der Ortsteil durch eine ehemalige Eisenbahnanlage begrenzt. Im Süden liegt der ebenfalls zur Berliner Chaussee gehörende Ortsteil Magdeburg-Neugrüneberg. Westlich grenzt Magdeburg-Brückfeld an.

## Fläche und Bevölkerung
In Puppendorf leben 428 Einwohner (Jahr 2001). Die Fläche des Ortsteils beträgt 0,63 km². Der Arbeitslosenanteil befindet sich im Magdeburger Durchschnitt. Der Ausländeranteil beträgt lediglich 0,9 % (2001).

## Wirtschaft
Vereinzelt besteht in Puppendorf kleineres nichtstörendes Gewerbe. Einkaufseinrichtungen oder sonstige Dienstleistungsstellen (Apotheken und Ähnliches) gibt es im Ortsteil jedoch nicht.

## Geschichte
Eine urkundliche Erwähnung Puppendorfs erfolgte zumindest bereits 1164 als Popendorf. Der Ortsname nimmt möglicherweise Bezug auf kirchliche Würdenträger. 1170 gelangte die Feldmark von Poppendorf gemeinsam mit Zipkeleben durch einen Tausch zwischen Erzbischof Wichmann und Probst Balderan an das Kloster Unser Lieben Frauen.
Nach anderen Angaben soll der Ursprung der heutigen Besiedlung des Gebietes in der Ansiedlung einer niederländischen Familie Poppe zu sehen sein, woraus sich auch der Ortsname ableiten soll. Die Familie Poppe (deutsch: Puppe) habe sich im Bereich des Puppendorfer Weges angesiedelt, Entwässerungsgräben gezogen und so das Gebiet urbar gemacht.
Zumindest wurden Anfang des 20. Jahrhunderts Kleingartenanlagen angelegt. Während der Deutschen Inflation 1914 bis 1923 siedelten sich dann viele verarmte Kleingärtner, auf der Flucht vor den hohen Mieten in der Stadt Magdeburg, in ihren Gärten an. Der Ausbau der Lauben zu kleinen Häusern (Puppenhäuser) soll nach anderer Überlieferung erst zum Namen Puppendorf geführt haben. Da die Dorfstelle mit der Bezeichnung Puppendorf jedoch nachweisbar bereits deutlich älter ist, spielte diese Situation bei der Namensgebung keine Rolle.
Nach dem Beginn der Nationalsozialistischen Gewaltherrschaft wurde in privater Initiative örtlicher Nationalsozialisten 1933 ein Führer-Gedenkstein errichtet, der sich allerdings bereits nach einigen Jahren in einem miserablen Zustand befand und daher von der städtischen Gartenverwaltung restauriert werden musste. Spätestens mit dem Ende des Zweiten Weltkriegs verschwand der Stein wieder aus dem Straßenbild.
Zur Geschichte der Straßen und Bedeutung ihrer Namen siehe Magdeburger Straßen.